# Effractapis furax
Effractapis furax är en biart som beskrevs av Michener 1977. Effractapis furax ingår i släktet Effractapis och familjen långtungebin. Inga underarter finns listade i Catalogue of Life.